# Portada/efemèride juny 13
Josep Maria Ainaud de Lasarte
« 12 de juny · 13 de juny · 14 de juny »